# Antheraea pernyi
Antheraea pernyi és una espècie de lepidòpter ditrisi de la família dels satúrnids (Saturniidae). És l'espècie productora de la seda tussà a la Xina, mentre que a l'Índia és Antheraea paphia (= mylitta) i al Japó Antheraea yamamai.
La seda del tipus tussà fou important a la Xina durant les èpoques de la dinastia Han i dels Tres Regnes, entre el segle iii aC i el segle iii.

## Distribució

Distribució del paó de nit xinés a Europa occidental

Aquesta arna és originària de la Xina i la seva distribució original incloïa tota la part oriental del continent Asiàtic al sud del riu Amur. Fou introduïda a Europa per a la producció de la seda del tipus tussah a mitjans del segle xix. Contràriament als cucs de seda (Bombyx mori), Antheraea pernyi pot sobreviure si s'escapa accidentalment del lloc on es cria i ha format petits nuclis de poblacions feréstegues a la part central del Principat i les Illes Balears. A altres llocs d'Europa, com a França, on hom sap que l'espècie va ser introduïda per l'entomòleg Félix Édouard Guérin-Méneville (1799-1874) el 1855, les papallones assilvestrades no varen prosperar. A causa del seu feble potencial de propagació, aquesta arna és una de les espècies introduïdes que no representen un perill per la biodiversitat local, ja que no arriben a constituir poblacions invasores.

## Morfologia

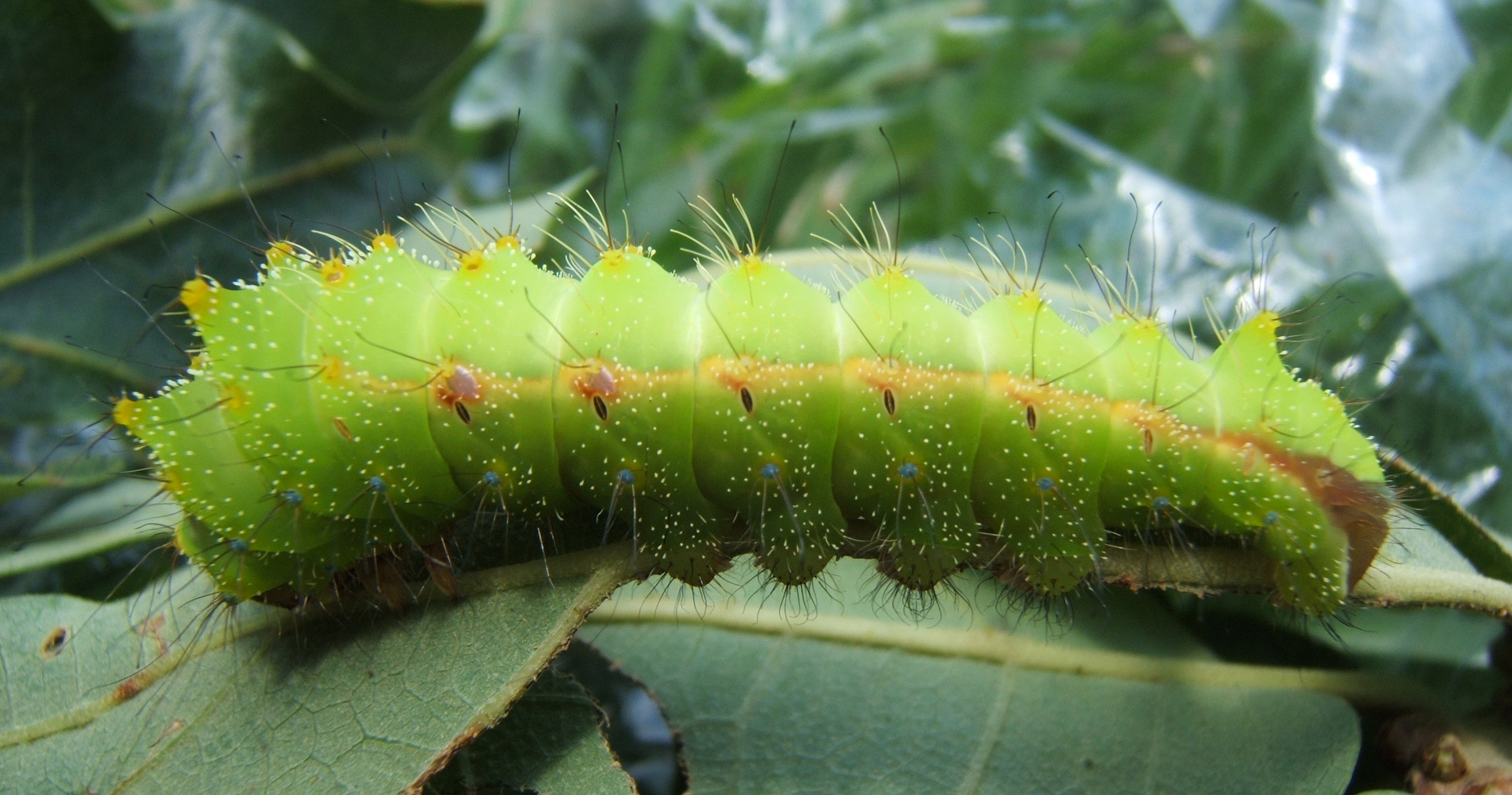
Eruga del paó de nit xinés.

És una papallona amb un cos fort i d'aspecte pelut que pot fer fins a uns 13 cm d'envergadura. Les seves ales són de tons ocres amb uns dibuixos al centre de cada ala que semblen ulls. Duen també dissenys linears que imiten el nervi central de les fulles seques i que ajuden a camuflar l'animal durant el dia. Una característica original d'aquesta papallona és que els ocels que duu a les ales són translúcids. Quan hom mira el paó de nit xinés a contrallum, els ocels semblen forats.
Les erugues viuen de les fulles de les roures (Quercus spp.). Són molt fosques de petites i es tornen de color verd a mesura que creixen. La crisàlide es troba envoltada en un capoll de seda.